# Москвино (Вашкинский район)
Москвино — деревня в Вашкинском районе Вологодской области.
Входит в состав Киснемского сельского поселения, с точки зрения административно-территориального деления — в Киснемский сельсовет.
Расстояние по автодороге до районного центра Липина Бора — 28 км, до центра муниципального образования села Троицкое — 4 км. Ближайшие населённые пункты — Дудрово, Петухово, Рогалево, Тарасьево.
По переписи 2002 года население — 39 человек (18 мужчин, 21 женщина). Всё население — русские.